# PCD (album)
PCD is het debuutalbum van de Pussycat Dolls. Het bracht de groep groot succes door de singles "Don't Cha", "Buttons" en "Stickwitu", die allen de tweede plek in de Nederlandse Top 40. 

## Tracklist
1. "Don't Cha"(ft. Busta Rhymes)
2. "Beep"(ft.will.i.am)
3. "Wait a Minute" (ft. Timbaland)
4. "Stickwitu"
5. "Buttons"
6. "I Don't Need a Man"
7. "Hot Stuff (I Want You Back)"
8. "How Many Times, How Many Lies"
9. "Bite the Dust"
10. "Right Now"
11. "Tainted Love/Where Did Our Love Go"
12. "Feelin Good"
13. "Sway"
14. "Flirt" (bonus) (B-kant van de single: "Buttons")

## Singles
"Sway" is de eerste single van de Pussycat Dolls en werd gebruikt voor de film Shall We Dance? maar is geen groot succes geweest. Eigenlijk wordt "Don't Cha" gezien als de debuutsingle van de Pussycat Dolls wereldwijd. Daarna volgden "Stickwitu", "Beep", "Buttons", "I Don't Need a Man" in Europa, "Wait a Minute" in de Verenigde Staten en "Right Now",  ook in Amerika uitgebracht. Deze laatste was geen groot succes, maar de NBA Versie van "Right Now" is in Amerika op de single "Wait a Minute" gezet. 

## Trivia
- De versie van "Buttons" op het album is zonder Snoop Dogg, die alleen op de uitgebrachte singleversie te horen is.
- De Japanse versie van de CD bevat de bonustrack: "Don't Cha (live)".
- Het staat niet in het cd-boekje vermeld maar Timbaland heeft voor het nummer "Wait a Minute" rapper Six-Two ingeschakeld om hem te laten helpen met het schrijven van de teksten.[1][2]